# Громов, Яков Никитич
Яков Никитич Громов (1787—1839) — русский врач, профессор Харьковского университета.

## Биография
Происходил из дворян Харьковской губернии Громовых. Родился 14 октября 1787 года[по какому календарю?].
Окончил Харьковский коллегиум. С 1805 года учился в Харьковском университете; в 1811 году был командирован для обучения в Москву. С 1812 году стал читал в Харьковском университете коммерцию, на медицинском факультете — обозрение естественной истории; в 1813 году одним из первых в Харьковском университете получил степень доктора наук. В 1820—1835 годах был адъюнкт-профессором по кафедре фармакологии, истории и литературы медицины, основной акцент делал на фармакологию; в 1835—1837 годах работал на кафедре врачебного веществословия.
Я. Н. Громов первым высказал мысль о возможности классификации лекарственных растений по характеру их терапевтического действия в зависимости от химического строения. Вместе с В. С. Комлишинским перевёл труд Ф. Гизе «О выгоднейшем способе добывать и очищать селитру, основанном на химических началах» (Харьков, 1811). Также помогал И. Н. Лобойко в переводе книги Г. Аттенгофера «Медико-топографическое описание С.-Петербурга».
Умер 19 июня 1839 года[по какому календарю?] в чине статского советника. Вместе с женой Екатериной (25.11.1800—02.08.1841) был похоронен в Харькове на Холодногорском кладбище.